# Fredrik Evers
Carl Fredrik Magnus Evers, född 23 juni 1971 i Annedals församling, Göteborg, är en svensk skådespelare.
Evers är utbildad vid Teaterhögskolan i Stockholm 1996–2000. Han ingår i Göteborgs Stadsteaters fasta ensemble.

## Teater

### Roller
| År   | Roll               | Produktion | Regi                                  | Teater                           |
| ---- | ------------------ | --- | ------------------------------------- | -------------------------------- |
| 1994 | Arthur             | Olssons söner framför svärdet i stenen |                                       | Lilla Teatern, Göteborg          |
| 1995 | Lazer              | Vargtimmen Christina Evers | Christina Evers                       | Lilla Teatern, Göteborg          |
| 1998 | Bagare Råttprinsen | Råttfångaren Rikard Bergqvist | Agneta Ehrensvärd                     | Dramaten                         |
| 2000 | Försvararen        | Rannsakningen (Die Ermittlung) Peter Weiss |                                       | Riksteatern                      |
| 2001 |                    | Å ena sidan Hans Alfredson och Peter Dalle | Peter Dalle                           | Dramaten                         |
| 2002 | Narren, mm         | Cordelia Lear |                                       | Älvsborgsteatern                 |
| 2002 | August             | Möte med Strindberg |                                       | Lilla teatern                    |
| 2002 |                    | Hästar |                                       | Dramalabbet                      |
| 2002 | Kaj                | K+M+R+L |                                       | Boulevardteatern                 |
| 2003 |                    | Ensamcyklaren |                                       | Bohusläns Teater                 |
| 2003 |                    | Tea-bag |                                       | Upsala Stadsteater               |
| 2004 |                    | Ett vackert barn |                                       | Riksteatern                      |
| 2004 | Don Carlos         | Don Juan (Dom Juan ou Le Festin de pierre) Molière | Jasenko Selimović                     | Göteborgs Stadsteater            |
| 2005 | Edmund             | Lång dags färd mot natt (Long Day's Journey into Night) Eugene O'Neill | Olof Lindqvist                        | Göteborgs Stadsteater            |
| 2005 | Horace             | Hustruskolan (L'école des femmes) Molière | Daniel Benoin                         | Göteborgs Stadsteater            |
| 2005 | Karantänmästaren   | Ett drömspel August Strindberg | Etienne Glaser                        | Göteborgs Stadsteater            |
| 2006 | Bernard Gui        | Rosens namn (Il nome della rosa) Umberto Eco | Jasenko Selimović                     | Göteborgs Stadsteater            |
| 2006 | Jasha              | Körsbärsträdgården (Вишнёвый сад, Visjnjovyj sad) Anton Tjechov | Rimas Tuminas                         | Göteborgs Stadsteater            |
| 2006 |                    | Woyzeck Georg Büchner | Stefan Metz                           | Göteborgs Stadsteater            |
| 2007 | Helge              | Stjärnan över Lappland Staffan Göthe |                                       | Göteborgs Stadsteater            |
| 2007 | Beralde            | Den inbillade sjuke (Le Malade imaginaire) Molière | Sven-Åke Gustavsson                   | Gunnebo slottsteater Riksteatern |
| 2008 |                    | Turister Magnus Dahlström | Emil Graffman                         | Göteborgs Stadsteater            |
| 2008 |                    | Park Avenue Lucas Svensson | Tobias Theorell                       | Göteborgs Stadsteater            |
| 2008 | Nisse Lucia        | Julberättelser Johan Gry | Johan Gry                             | Göteborgs Stadsteater            |
| 2009 | Lucky              | I väntan på Godot (En attendant Godot) Samuel Beckett | Henric Holmberg                       | Göteborgs stadsteater            |
| 2009 | Eanna              | Krossad (Tilt) Ailís Ní Ríain | Nora Nilsson                          | Göteborgs stadsteater            |
| 2009 | Maria              | Trettondagsafton (Twelfth Night, or What You Will) William Shakespeare | Stefan Metz                           | Göteborgs stadsteater            |
| 2010 |                    | Babel Elfriede Jelinek | Mellika Melouani Melani               | Göteborgs stadsteater            |
| 2011 | Kreon              | Antigone (Ἀντιγόνη) Sofokles | Ronnie Hallgren Mgunga Mwa Mnyenyelwa | Göteborgs stadsteater            |
| 2012 | Lucio              | Lika För Lika (Measure for Measure) William Shakespeare | Tobias Theorell                       | Göteborgs stadsteater            |
| 2012 | Harmyntan          | Lubiewo-Kärleksön (Lubiewo) Michał Witkowski | Ronnie Hallgren                       | Göteborgs stadsteater            |
| 2013 |                    | Det intelligenta homots guide till kapitalism och socialism, med en nyckel till skriften (The Intelligent Homosexual's Guide to Capitalism and Socialism with a Key to the Scriptures) Tony Kushner | Nora Nilsson                          | Göteborgs stadsteater            |
| 2014 | Pastorn            | Sylvi Minna Canth | Jenny Andreasson                      | Göteborgs stadsteater            |
| 2014 |                    | Kikkiland Dennis Magnusson | Dennis Sandin                         | Göteborgs stadsteater            |
| 2014 | Jean               | Fröken Julie August Strindberg | Emil Graffman                         | Göteborgs stadsteater            |
| 2014 |                    | Flotten, Hemmet, Sandlådan 2014 Kent Andersson, Bengt Bratt och Mattias Andersson | Mattias Andersson                     | Göteborgs stadsteater            |
| 2014 | Cléante            | Tartuffe (Tartuffe, ou l'Imposteur) Molière | Tobias Theorell                       | Göteborgs stadsteater            |
| 2015 | Frk. Bock          | Karlsson på taket Astrid Lindgren | Alexander Öberg                       | Göteborgs stadsteater            |
| 2015 |                    | En fröjdefull jul (Season's Greetings) Alan Ayckbourn | Stefan Metz                           | Göteborgs stadsteater            |
| 2015 | Jörgen Tesman      | Hedda Gabler Henrik Ibsen | Emil Graffman                         | Göteborgs Stadsteater            |
| 2016 | Henrik Höfgen      | Mephisto Klaus Mann | Pontus Stenshäll                      | Göteborgs stadsteater            |
| 2016 | Inspektörn         | Var god dröj! (Nil by mouth) John Chapman | Adde Malmberg                         | Göteborgs stadsteater            |
| 2017 |                    | Karl Gerhard Irena Kraus | Eva Bergman                           | Göteborgs stadsteater            |
| 2017 | Gajev              | Körsbärsträdgården (Вишнёвый сад, Visjnjovyj) Anton Tjechov | Anja Suša                             | Göteborgs stadsteater            |
| 2018 | François           | Underkastelse (Soumission) Michel Houellebecq | Emil Graffman                         | Göteborgs stadsteater            |
| 2018 | Asger              | Dom blinda (Kaldet) Astrid Saalbach | Sisela Lindblom                       | Göteborgs stadsteater            |
| 2018 | Paul               | Lögnen (Le Mensonge) Florian Zeller | Viktor Tjerneld                       | Riksteatern                      |
| 2019 | Trissotin          | Lärda kvinnor (Les Femmes savantes) Molière | Hilda Hellwig                         | Göteborgs stadsteater            |
| 2019 | Edmund             | Lång dags färd mot natt (Long Day's Journey into Night) Eugene O’Neill | Emil Graffman                         | Göteborgs stadsteater            |
| 2019 |                    | Vem är Schmitz? (Frau Schmitz) Lukas Bärfuss | Ildikó Gáspár                         | Göteborgs stadsteater            |
| 2021 | Jan i Skrolycka    | Kejsarn av Portugallien Selma Lagerlöf | Pontus Stenshäll                      | Göteborgs stadsteater            |
| 2021 |                    | Vi hade i alla fall tur med ramavtalet Gertrud Larsson | Jenny Nörbeck                         | Göteborgs stadsteater            |
| 2022 |                    | Mr. Burns Anne Washburn och Michael Friedman | Nora Nilsson                          | Göteborgs stadsteater            |
| 2025 |                    | En folkefiende Henrik Ibsen | Viktor Tjerneld                       | Göteborgs stadsteater            |

### Regi
| År   | Produktion                                 | Upphovsmän                                   | Teater                   |
| ---- | ------------------------------------------ | -------------------------------------------- | ------------------------ |
| 2002 | Möte med Strindberg                        | Fredrik Evers                                | Lilla Teatern i Göteborg |
| 2011 | Den rätte                                  | Dennis Magnusson efter John Ajvide Lindqvist | Göteborgs Stadsteater    |
| 2012 | Colettes kokbok                            | Pamela Jaskoviak                             | Göteborgs Stadsteater    |
| 2022 | En död komikers liv en saga om Lenny Bruce | Fredrik Evers                                | Göteborgs Stadsteater    |

## Filmografi
- 1999 – Tidlås, (kortfilm) av Lars Molin
- 1999 – Klippet, (kortfilm) av Pelle Berglund
- 2000 – Gossip, (FILM) av Colin Nutley
- 2000 – Brottsvåg, (TV) Kanal 5
- 2005 – En Decemberdröm (Julkalendern)
- 2005 – Orka! Orka!, (TV) SVT drama
- 2006 – Bota mig! (TV-serie)
- 2006 – Hem till byn, (TV)
- 2007 – Nattrond, (TV) av Helen Thursten, Illusion Film
- 2007 – Andra Avenyn, (TV) SVT drama
- 2010 – Saltön (TV-serie)
- 2013  – Hotell (FILM) av Lisa Langseth
- 2014  – Hallonbåtsflyktingen, (FILM) av Leif Lindblom
- 2015 – En man som heter Ove, (FILM) av Hannes Holm
- 2016 – 30 grader i februari (TV-serie)
- 2018 – Vår tid är nu (TV-serie)
- 2019 – En del av mitt hjärta (FILM) av Edward af Sillén
- 2019 – 438 dagar (FILM) av Jesper Ganslandt
- 2021 – Snabba Cash (TV-serie) (Netflix)
- 2021 – Tills solen går upp (FILM) av Peter Dalle
- 2022 – Butiken (FILM) av Ami-Ro Sköld
- 2022 – Försvunna människor (TV-serie) (SVT)